# Geodena venata
Geodena venata là một loài bướm đêm trong họ Geometridae.